# Hibaku jumoku

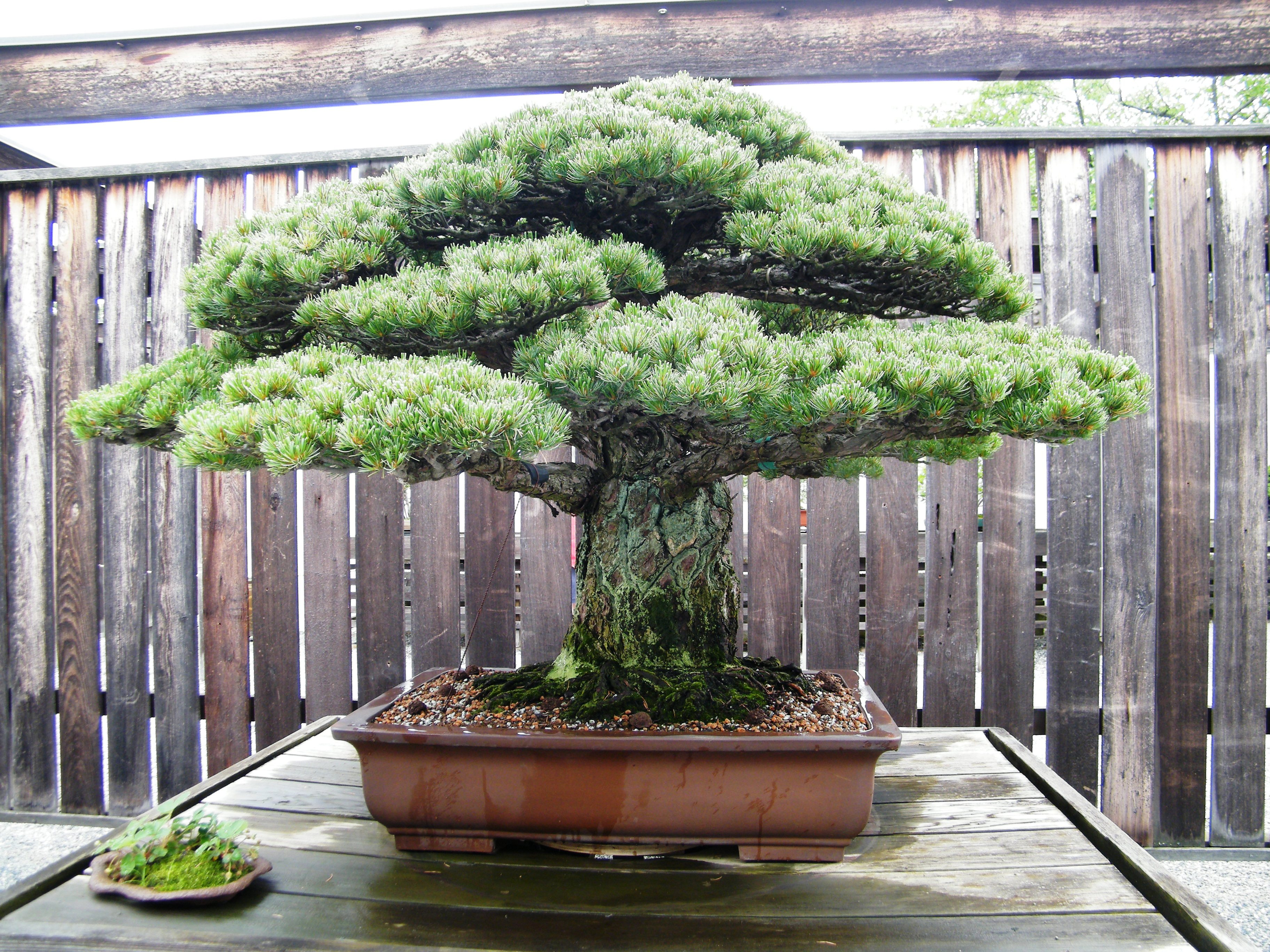
400 Jahre alter Yamaki-Bonsai (Mädchen-Kiefer (Pinus parviflora) ‚Miyajima‘), der den Atombombenabwurf überstand

Hibaku jumoku (japanisch 被爆樹木; auch englisch survivor tree oder A-bombed tree) ist ein japanischer Begriff für einen Baum, der den Atomangriff auf Hiroshima im Jahr 1945 überstand. Der japanische Begriff besteht aus 被爆, wörtlich „Bombardiertwerden“ und 樹木, wörtlich „Bäume“. In Hiroshima überstanden im Umkreis von 2 km vom Hypozentrum entfernt an 56 Stellen Bäume den Abwurf der Atombombe. Alle Gebäude im selben Umkreis wurden irreparabel beschädigt.
Die freigesetzte Hitze der Explosion in Hiroshima war während der ersten drei Sekunden auch noch in drei Kilometern Entfernung vom Hypozentrum etwa 40-mal größer als die gewöhnliche Wärmestrahlung der Sonne. Die Strahlendosis im Hypozentrum betrug ungefähr 240 Gy. Bei vielen Pflanzen wurden nur die oberirdischen Teile beschädigt, nicht aber die unterirdischen.
Die Regenerierungsrate der Pflanzen variiert abhängig von der Spezies. Laubbäume zeigen oft eine starke Regenerierungsfähigkeit, während andere verkümmern. Ungefähr 170 Bäume, die den Atomangriff auf Hiroshima überlebt hatten, existieren auch heute noch. Der Oleander wurde aufgrund seiner Regenerationsfähigkeit zur offiziellen Blume Hiroshimas erklärt. Der Kampferbaum wurde zum offiziellen Baum der Stadt. Die Pflanzen, die als Hibaku jumoku angesehen werden, werden in einer Datenbank des Ausbildungs- und Forschungsinstituts der Vereinten Nationen gelistet. Die am häufigsten vertretene Art ist dort der Kampferbaum (Cinnamomum camphora, zwölf Mal), gefolgt von Ginkgo (Ginkgo biloba, sechs Mal) und Trauerweide (Salix babylonica, fünf Mal).